# Amanita foetens
Amanita foetens é uma espécie de fungo que pertence ao gênero de cogumelos Amanita na ordem Agaricales.